# Молодими залишилися назавжди
«Молодими залишилися назавжди» (інша назва: «Я повернуся») — радянський художній фільм 1982 року, знятий режисером Мерабом Тавадзе на кіностудії «Грузія-фільм».

## Сюжет
Про грузинського поета Мірзу Геловані, який загинув у боях за визволення Білорусі в роки Німецько-радянської війни. Фільм озвучено на кіностудії «Мосфільм».

## У ролях
- Резо Чхіквішвілі — Мірза Геловані
- Гія Дзнеладзе — Ладо Асатіані
- Джемал Ніорадзе — Ваут
- Хатуна Мчедлідзе — Ніно
- Бадрі Кобахіддзе — редактор журналу
- Нінель Чанкветадзе — Русудан
- Отар Вепхвадзе — роль другого плану
- Олена Антоненко — роль другого плану
- Аміран Буадзе — роль другого плану
- Гурам Вепхвадзе — роль другого плану
- Темо Гваліа — роль другого плану
- Шалва Гедеванішвілі — роль другого плану
- Іза Гігошвілі — роль другого плану
- Геннадій Горбун — роль другого плану
- Петро Грузинський — роль другого плану
- Дінара Жоржоліані — роль другого плану
- Резо Імнаїшвілі — роль другого плану
- Герон Кулічин — роль другого плану
- Руслан Мікаберідзе — роль другого плану
- Георгій Назаренко — роль другого плану
- Володимир Ніколаїшвілі — роль другого плану
- Натела Парцванія — роль другого плану
- Гурам Петріашвілі — роль другого плану
- Борис Петрухін — роль другого плану
- Ніко Тавадзе — роль другого плану
- Тамара Тархнішвілі — роль другого плану
- Григорій Цитайшвілі — роль другого плану
- Іраклій Чавчавадзе — роль другого плану
- Нестан Шарія — роль другого плану
- Віктор Щербаков — роль другого плану
- О. Гарницький — епізод
- Г. Маргішвілі — епізод
- Василь Молодцов — полковник
- Олексій Золотницький — читає текст

## Знімальна група
- Режисер — Мераб Тавадзе
- Сценаристи — Юрій Квачадзе, Мераб Тавадзе
- Оператори — Давид Схіртладзе, Д. Ширтладзе
- Композитор — Бідзіна Квернадзе
- Художник — Микола Казбегі